# Kalenga (geslacht)
Kalenga is een geslacht van vlinders van de familie venstervlekjes (Thyrididae).

## Soorten
- K. ansorgei (Warren, 1899)
- K. culanota Whalley, 1971
- K. maculanota Whalley, 1971